# BTX (폼 팩터)

BTX, μBTX, nanoBTX, ITX, picoBTX 비교

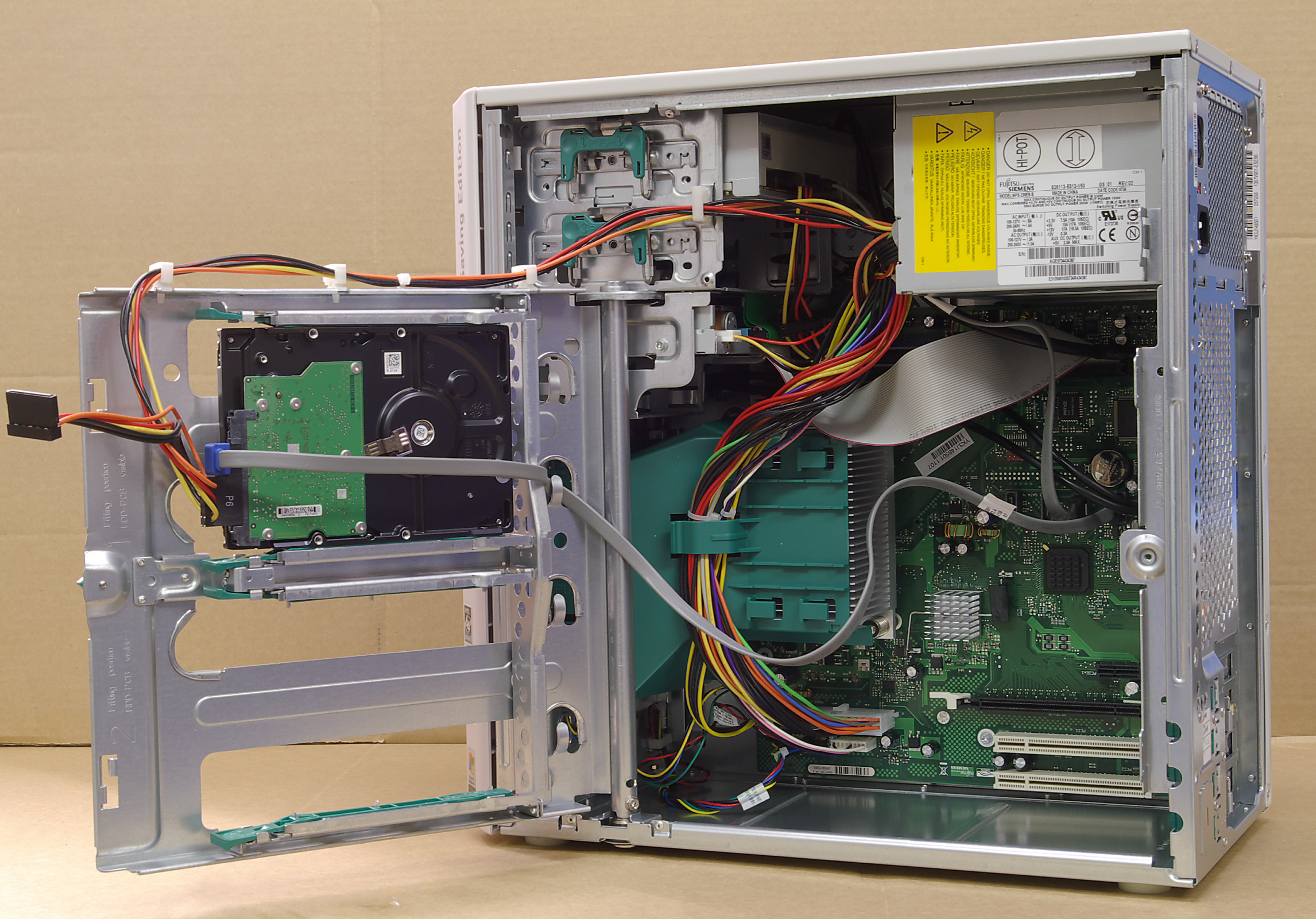
후지쯔 지멘스 에스프리모 P2510의 BTX 케이스

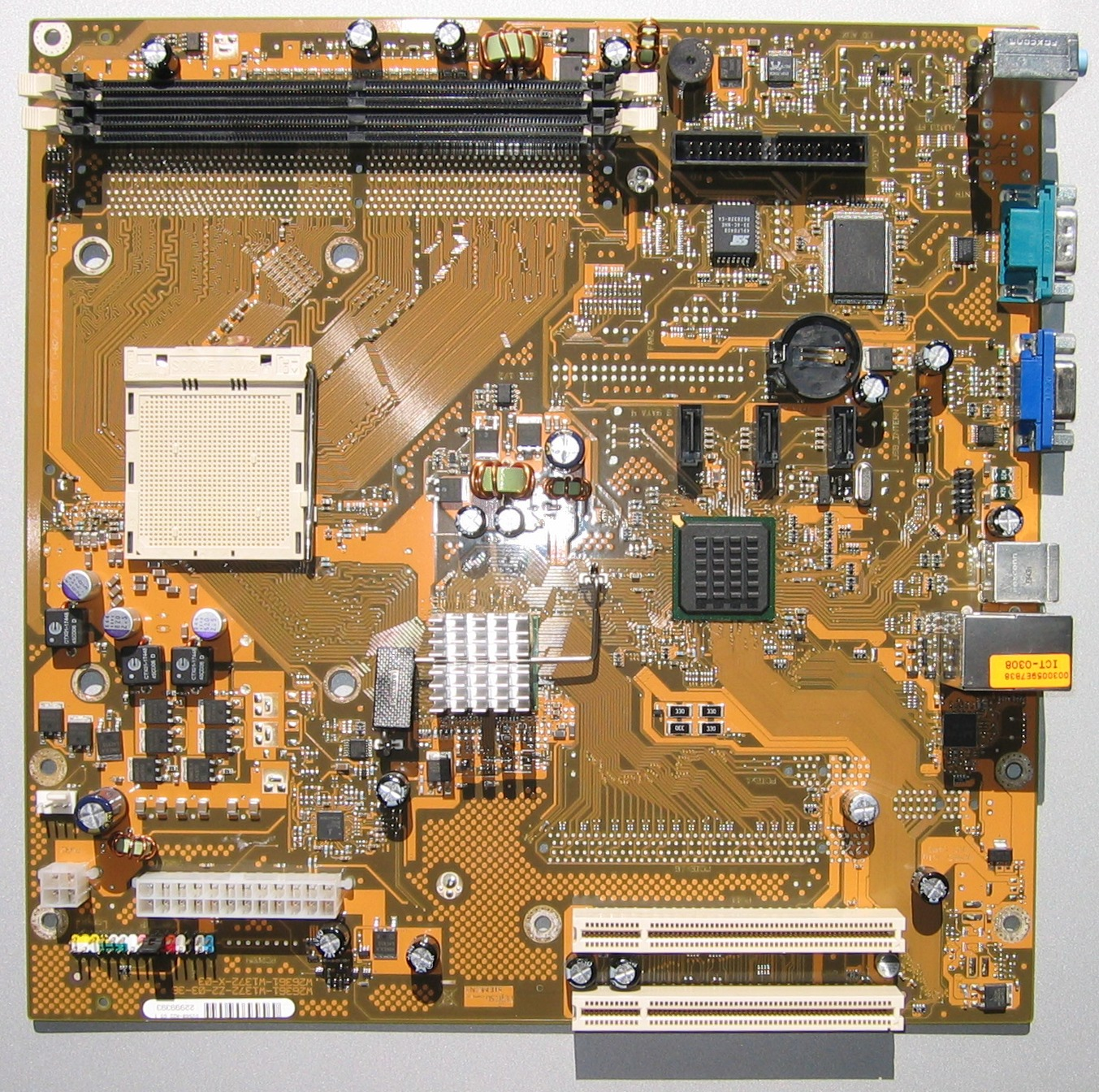
명확하게 보이는 "지원 및 유지 모듈(SRM)"용 구멍 4개

BTX(Balanced Technology eXtended)는 메인보드의 컴퓨터 폼 팩터로, 원래는 2004년 말과 2005년 초에 노후화된 ATX 메인보드 폼 팩터를 대체하기 위한 것이었다.
이 폼 팩터는 1996년경의 ATX 사양을 준수하는 메인보드에서 새로운 기술(종종 더 많은 전력을 요구하고 더 많은 열을 발생시킨다)을 사용할 때 발생하는 일부 문제를 완화하기 위해 설계되었다. ATX 및 BTX 표준은 모두 인텔이 제안했다. 그러나 2006년 9월, 인텔이 펜티엄 4의 확장 및 열 문제를 겪은 후 저전력 CPU에 다시 집중하기로 결정하면서 인텔의 BTX 리테일 제품 개발은 취소되었다.
BTX를 처음 구현한 회사는 게이트웨이였고, 이어 델과 MPC가 뒤를 이었다. 애플의 맥 프로 1세대는 BTX 설계 시스템의 일부 요소를 사용했지만, BTX 규격을 준수하지 않고 독자적인 폼 팩터를 사용했다.

## 향상점
- 로우 프로파일 – 점점 더 작은 시스템을 추진함에 따라 높이 요구 사항을 몇 인치 줄이는 재설계된 백플레인은 시스템 통합자와 랙 마운트 또는 블레이드 서버를 사용하는 기업에게 이점이 된다.
- 열 설계 – BTX 레이아웃은 장애물이 더 적은 더 직선적인 공기 흐름 경로를 설정하여 전체적인 냉각 기능을 향상시킨다. 전용 CPU 팬은 없으며, 대신 대형 12cm 케이스 팬이 장착되어 컴퓨터 외부에서 직접 공기를 흡입하고 에어 덕트를 통해 CPU를 냉각한다. BTX의 또 다른 특징은 메인보드를 왼쪽에 수직으로 장착하는 것이다. 이로 인해 그래픽 카드 방열판 또는 팬이 인접한 확장 카드 방향이 아닌 위쪽을 향하게 된다.
- 구조 설계 – BTX 표준은 하드웨어 장착 지점의 다른 위치를 지정하여 주요 부품 간의 레이턴시를 줄이고 방열판, 캐패시터 및 전기 및 열 조절을 처리하는 기타 부품으로 인해 메인보드에 가해지는 물리적 부담을 줄인다. 예를 들어, 노스브리지 및 사우스브리지 칩은 서로 가깝게 위치하며 CPU, RAM 및 확장 포트(PS/2, USB, LPT 등)와 같이 제어하는 하드웨어에도 가깝다.

### 피코BTX

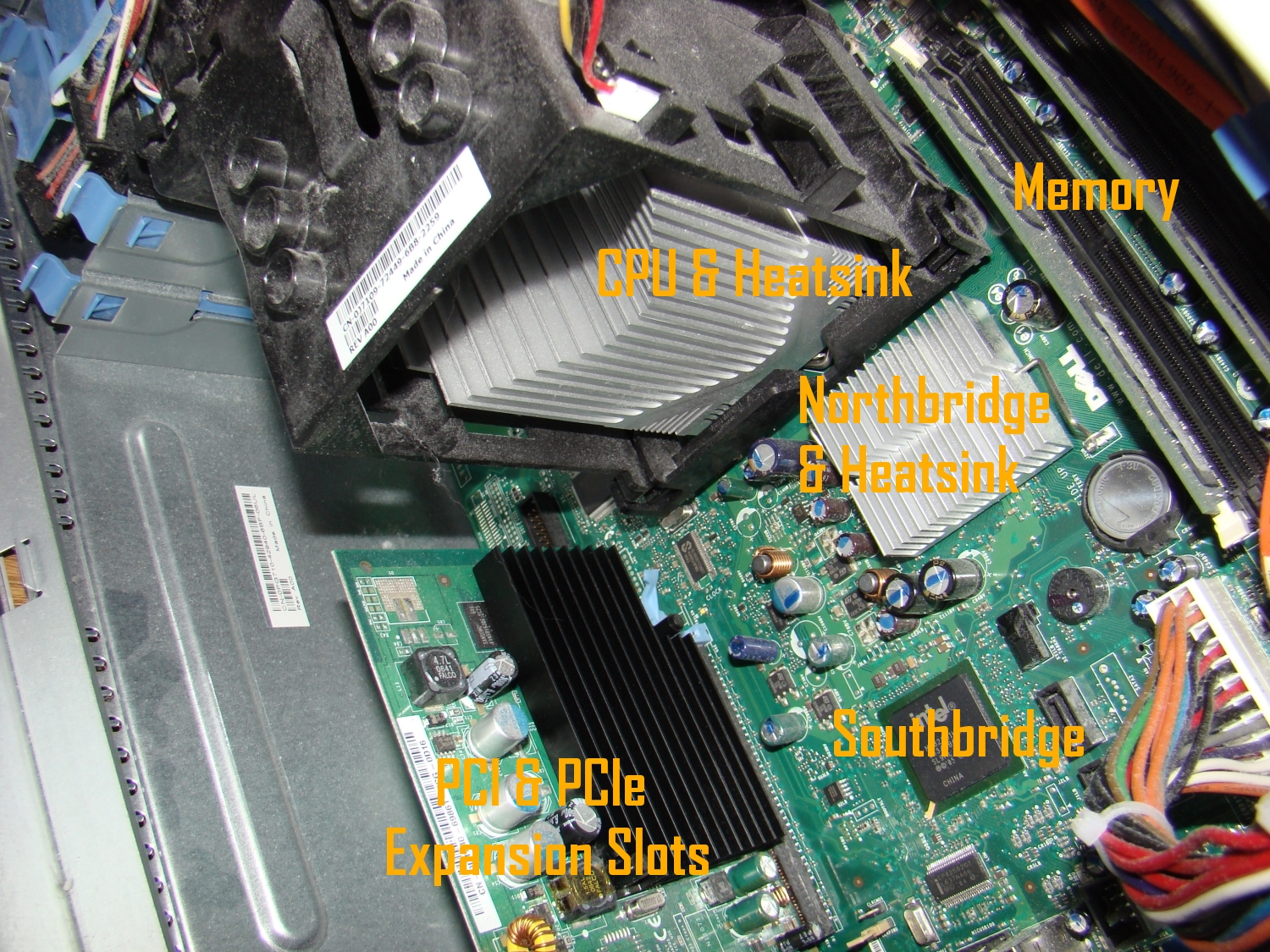
델 디멘션 E520 내부의 BTX 폼 팩터 메인보드

피코 BTX는 12.8 × 10.5 in (325 × 267 mm) BTX 표준을 소형화하기 위한 메인보드 폼 팩터이다. 피코 BTX 메인보드의 크기는 8 × 10.5 in (203 × 267 mm)이다. 이는 현재의 많은 "마이크로" 크기 메인보드보다 작기 때문에 "피코-"라는 이름이 붙었다. 이 메인보드는 BTX 라인의 다른 크기와 공통된 상반부를 공유하지만, 하프 높이 또는 라이저 카드 애플리케이션용으로 설계된 하나 또는 두 개의 확장 슬롯만 지원한다.
다른 더 작은 BTX 크기는 다음과 같다: 10.4 × 10.5 in (264 × 267 mm) 크기의 마이크로BTX와 8.8 × 10.5 in (224 × 267 mm) 크기의 나노 BTX.
| 사양     | 연도 | 메인보드 크기                       | 확장 슬롯 |
| -------- | ---- | ----------------------------------- | --------- |
| BTX      | 2004 | 10.5 by 12.8 인치 (267 mm × 325 mm) | 7         |
| microBTX | 2004 | 10.5 by 10.4 인치 (267 mm × 264 mm) | 4         |
| nanoBTX  | 2004 | 10.5 by 8.8 인치 (267 mm × 224 mm)  | 2         |
| picoBTX  | 2004 | 10.5 by 8.0 인치 (267 mm × 203 mm)  | 1         |

공식 사양 전체에서 "열 모듈"이라고 불리는 CPU에 부착되는 방열판은 더 이상 메인보드에만 부착되는 것이 아니라 케이스 자체에 부착되어 기계적 충격 시 질량의 관성 부하가 더 이상 메인보드를 손상시킬 수 없게 된다.
방열판과 섀시 사이의 구조적 인터페이스는 4.4 by 2.275 인치 (112 mm × 58 mm) 간격의 4개의 장착 구멍으로 정의된다. 그리고 이 부착 수단은 특정 강성을 가져야 하므로 사양에서는 "지원 및 유지 모듈 (SRM)"이라고 한다.

## 반응
BTX 폼 팩터는 ATX 및 관련 표준에 비해 개선되었음에도 불구하고 널리 채택되지 않았다. 결과적으로 BTX 호환 부품의 가용성 및 다양성이 제한적이다.
BTX가 주요 시장에서 견인력을 얻지 못한 한 가지 이유는 BTX의 주요 의도된 이점 중 두 가지를 제거하는 에너지 효율적인 부품(CPU, 칩셋 및 GPU)의 등장으로 인해 전력이 덜 필요하고 폐열이 덜 발생했기 때문이다. 다른 이유는 OEM 채택자의 부족이었다.
초기에는 게이트웨이와 델만이 새로운 형식의 컴퓨터를 제공했으며, 나중에 HP와 후지쯔 지멘스(현: 후지쯔)도 일부 BTX 기반 컴퓨터를 제공했다. 대부분의 다른 제조업체는 ATX 표준을 유지했으며, 일부 제품에 BTX를 채택한 소수의 제조업체조차도 ATX 폼 팩터로 대부분의 장비를 계속 생산했다.

### 문서
- FormFactors.org, 다양한 폼 팩터 구현에 관한 데이터 및 도구 유지를 전담하는 인텔 후원 웹사이트.
  - Balanced Technology Extended (BTX) 섀시 설계 지침 개정판 1.1
  - Balanced Technology Extended (BTX) 인터페이스 사양 개정판 1.0b
  - Balanced Technology Extended (BTX) 인터페이스 사양 정오표 A 개정판 1.0
  - Balanced Technology Extended (BTX) 시스템 설계 가이드 개정판 1.1
  - Balanced Technology Extended (BTX) 엔터테인먼트 PC 사례 연구 개정판 1.0